# WYSIWYG
WYSIWYG je akronym anglické věty „What you see is what you get“, česky „co vidíš, to dostaneš“. Tato zkratka označuje intuitivní způsob editace dokumentů v počítači, při kterém je podoba dokumentu zobrazená při úpravách na obrazovce vzhledově víceméně totožná s výsledným dokumentem (například vytištěným). Jiný přístup, často stavěný proti WYSIWYG, je WYSIWYM („What you see is what you mean“, česky „Vidíš to, co máš na mysli“), realizovaný nejčastěji pomocí značkovacího jazyka, například XML.
Nejčastěji se jako WYSIWYG označují některé textové procesory, ve kterých se editovaný text zobrazuje tak, jak bude vytištěn na papír. Kvůli obtížnosti tohoto úkolu dochází ovšem často k drobným chybám, kdy uživatel „nedostane, co vidí“. Příkladem editorů pracujících v režimu WYSIWYG je např. Microsoft Word či LibreOffice Writer, nebo WYSIWYG editory WWW stránek (příklady editorů viz níže).
Kritici WYSIWYG editorů je označují jako editory WYSIWYNG „What you see is what you never get“ („To, co vidíš je to, co nikdy nedostaneš“). Koncept WYSIWYG má počátky v před-internetové době a úzce souvisí s technologickým skokem, který změnil rozlišovací schopnosti počítačových monitorů. Současně, ale nikoli synchronně, se zásadně proměnil přístup k počítačové tiskárně. Což při počátečním hledání standardů vedlo k řadě nedorozumění.

## WYSIWYG při tvorbě webu
WYSIWYG editory webových stránek umožňují jejich rychlejší tvorbu, aniž by vyžadovaly hlubší znalost jazyka HTML. Taková tvorba WWW stránek má však jednu vadu na kráse. Kód, který program vytváří, je plný zbytečných elementů, které do HTML vůbec nepatří, nebo jsou nevhodně rozmístěny. Kód je tedy velice objemný, někdy až 15×[zdroj?] větší, než by mohl být a ne vždy odpovídá významu (třeba lze vidět slovo, kde jsou mezery mezi písmeny udělány mezerami a ne stylem, takže významově to je více „slov“ po jednom písmenu). Opačným způsobem tvorby dokumentů je např. editace WWW stránek, při které tvůrce píše přímo do textu speciální formátovací značky jazyka HTML a jen občas zkontroluje, jak výsledný vzhled dokumentu vypadá v prohlížeči.
Příklady WYSIWYG editorů webových stránek:
- Microsoft FrontPage
- Macromedia Dreamweaver
- Adobe Dreamweaver
- Adobe GoLive
- Nvu
- KompoZer
- BlueGriffon
- Kentico
- Webnode
- Vizuální editor – pro úpravu článků Wikipedie

Vedle editorů WWW stránek (coby standardních samostatných desktopových softwarových aplikací) existují i editory frakcí HTML kódu, které umožňují vytvářet a editovat obsah HTML s výjimkou kořenového tagu <html> a hlavních tagů <head> a <body>. Tyto editory jsou nejčastěji řešeny JavaScriptem, jehož podporu pro své fungování vyžadují a vnitřním rámcem <iframe>, do něhož vkládají pracovní verzi vytvářeného hypertextového kódu. Těchto editorů existuje několik desítek, z nichž značná část je volně dostupných. Mezi nejznámější a současně nejlepší patří FCKeditor a TinyMCE.